# Enthauptung

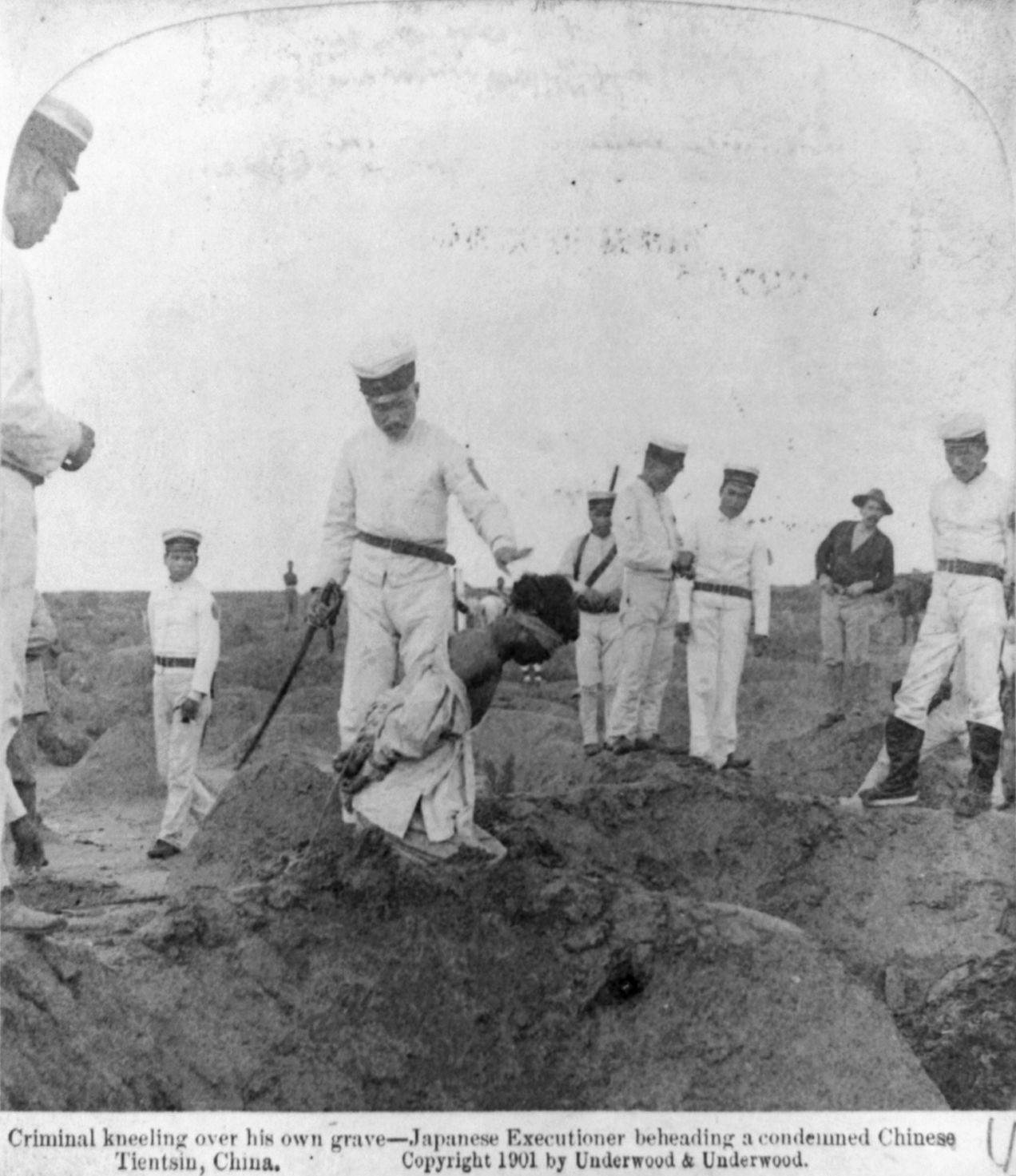
Japanische Soldaten bei der Hinrichtung eines Chinesen in Tientsin, China, 1901.

Die Enthauptung, das Köpfen oder die Dekapitation (über französisch décapiter „enthaupten“ von lateinisch de und caput „Kopf“) oder Decollation ist die Abtrennung des Kopfes vom Rumpf, entweder als aktive Handlung zum Zwecke der Hinrichtung oder als Unfallverletzung.

## Ursprünge
Einer der ältesten Belege für eine Enthauptung stammt aus Brasilien; er wurde in die Zeit von vor ca. 12.000 Jahren (11,7–12,7 cal kyBP) datiert.
Bereits zur Eisenzeit wurden Kopfjagden als mythische Rituale durchgeführt (siehe auch Keltischer Kopfkult). Es gibt Freskengemälde, die den ägyptischen König Ramses II. um ca. 1200 v. Chr. bei einer Enthauptung zeigen, wobei er die Haare des Gefangenen in der einen Hand hält und die Axt in der anderen Hand.

## Historische europäische Entwicklungen der Gerichtspraxis

Enthauptung Ludwigs XVI., Kupferstich aus dem Jahr 1793

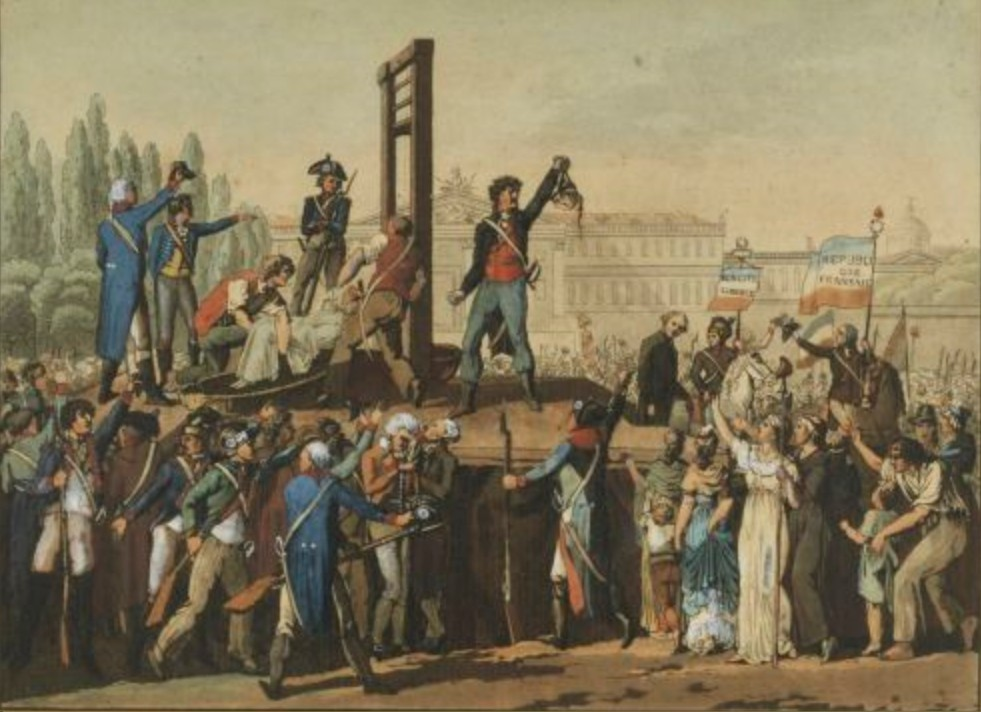
Enthauptung von Marie Antoinette, 1793, Musée de la Révolution française.

Bei den Kelten waren Enthauptungen allgemein üblich, wohingegen die Römer das nur bei ehrwürdigen Personen für angebracht hielten und es den Kelten verboten. Die Enthauptung wurde im Mittelalter und in der Frühen Neuzeit meist mit einem Schwert oder einer speziellen Axt (Richtbeil) durchgeführt. Sie galt im Gegensatz zum Hängen am Galgen nicht als ehrenrührig und war dem Adel vorbehalten. Sie wurde auch „Richten mit blutiger Hand“ genannt, im Gegensatz zum Hängen, dem „Richten mit trockener Hand“.
Zeitweilig war in England den Hochadeligen die Enthauptung in aufrecht kniender Haltung mit dem Schwert vorbehalten, während niedere Ränge auf einem hölzernen Richtblock liegend mit dem Beil enthauptet wurden. Die Enthauptung des knienden Todeskandidaten mit dem Schwert stellt eine erheblich schwierigere Methode dar, die nur von wenigen Scharfrichtern beherrscht wurde. Auch Hinrichtungen mit dem Beil waren des Öfteren aufgrund von Unerfahrenheit oder Nervosität des Henkers eine Tortur für die Delinquenten. Bei der Hinrichtung von Margaret Pole, 8. Countess of Salisbury waren 1541 mehr als zehn Hiebe nötig, um ihren Kopf vom Rumpf zu trennen. Auch bei der Enthauptung von Maria Stuart benötigte der unerfahrene Scharfrichter drei Hiebe. Viele Verurteilte gaben dem Henker erhebliche Geldsummen, um eine Hinrichtung in einem Zug zu erhalten.
Seit der Französischen Revolution wurde meist ein Fallbeil eingesetzt, die sogenannte Guillotine. Sie galt im Verhältnis zur Enthauptung durch einen Henker als zuverlässiger und sollte sicherstellen, dass der Tod schnell und sicher eintritt, um unnötige Qualen beim Opfer zu verhindern. Beide Arten wurden auch öffentlich auf dem Schafott vollzogen. Seit der Abschaffung des Adels im August 1789 wurde diese Hinrichtungsart in Frankreich auf alle Verurteilten ausgeweitet.
Die händische Enthauptung war in Britannien bis 1747, in Finnland bis 1825, in Dänemark bis 1892 und in Norwegen bis 1905 eine offizielle Hinrichtungsart. Die Hinrichtung durch die Guillotine wurde in Algerien, Belgien, Griechenland, Italien bis 1875, in Luxemburg, Monaco, und der Schweiz bis 1940, in Schweden, Tunesien und Vietnam bis 1960 angewandt.
In Schweden wurden 644 Menschen in den Jahren 1800 bis 1866 enthauptet (mind. 445 Männer, weniger als 200 Frauen). Danach bis zur Einführung der Guillotine 1903 erlitten noch 14 Menschen das Schicksal der Enthauptung. Die letzte öffentliche Hinrichtung in Schweden datiert vom 17. Mai 1876. Die beiden Delinquenten Gustav Erikson Hjert und Konrad Lundqvist Petterson Tector wurden wegen zweifachen Mordes im Zuge eines Raubüberfalls auf eine Postkutsche (Fahrer und Passagier) hingerichtet. Hjert wurde von Johan Fredrik Hjort, dem Stockholmer Scharfrichter der Jahre 1862 bis 1882, in Lida Malm hingerichtet. Tectors Hinrichtung erfolgte gleichzeitig in Gotland durch Peter Steineck. Der Upsalaer Physiologe Frithiof Holmgren (1831–1897) publizierte seine Beobachtungen als Augenzeuge von Hjerts Hinrichtung.
Im Deutschen Reich war das Enthaupten seit 1871 die gesetzlich vorgesehene Exekutionsmethode bei Verfahren der Ziviljustiz. In der Zeit des Nationalsozialismus starben etwa 10.000 Menschen durch die Guillotine.
Als letzter in Westdeutschland zum Tod Verurteilter wurde der Raubmörder Richard Schuh am 18. Februar 1949 in Tübingen enthauptet. Etwa drei Monate danach, am 11. Mai 1949, wurde mit der Hinrichtung des ebenfalls wegen Raubmordes verurteilten 24-jährigen Berthold Wehmeyer die letzte Enthauptung in West-Berlin vollzogen.
Mit der Gründung der Bundesrepublik Deutschland wurde die Todesstrafe abgeschafft und sämtliche Todes- in Freiheitsstrafen umgewandelt.
In der DDR wurde bis 1968 die als „Fallschwertmaschine“ bezeichnete Guillotine eingesetzt, ehe man dort Ende der 1960er-Jahre auf Tod durch Erschießen wechselte.

## Situation in Japan
Beim traditionellen rituellen Selbstmord (Seppuku) der japanischen Samurai-Kriegerkaste wurde der Kopf durch den Kaishakunin mit einem Katana oder Wakizashi vom Rumpf getrennt. Hier musste der Schlag so perfekt ausgeführt werden, dass der Kopf erst durch den Fall des Torsos auf den Boden endgültig abgetrennt wurde.

## Situation im islamischen Kulturkreis
Im Irak gab es bis zum Jahr 2000 die Enthauptung als Hinrichtungsart. In Katar, Jemen und Iran ist die Enthauptung als Strafmaß weiterhin Teil der Verfassung, wird aber nicht mehr praktisch angewendet.
Der einzige Staat weltweit, der heute noch Enthauptungen durch das Schwert vornimmt, ist Saudi-Arabien. Sie kann für Vergewaltigung, Ehebruch, Mord, Apostasie, Hexerei, bewaffneten Raub oder Handel mit Betäubungsmitteln als Strafe angewendet werden. Dabei wird auf öffentlichen Hinrichtungsplätzen oft nach dem Freitagsgebet die Enthauptung durchgeführt. Die Verurteilten werden in ein weißes Gewand gekleidet, die Augen mit schwarzem Klebeband verbunden, die Hände auf dem Rücken gefesselt und der Kopf Richtung Mekka ausgerichtet.
Auch die Terrororganisation Islamischer Staat (IS) führt medienwirksam Enthauptungen durch bzw. inszeniert sie, wie bei zwei amerikanischen Journalisten (James Foley und Steven Sotloff) und zwei Briten (Alan Henning und David Cawthorne Haines), einem Flüchtlings- und einem Entwicklungshelfer im Sommer und Herbst 2014. In Libyen fielen ihr 2015 bei einer solchen Inszenierung 21 koptische Christen zum Opfer.

## Enthauptungen in der Bibel und in den Apokryphen

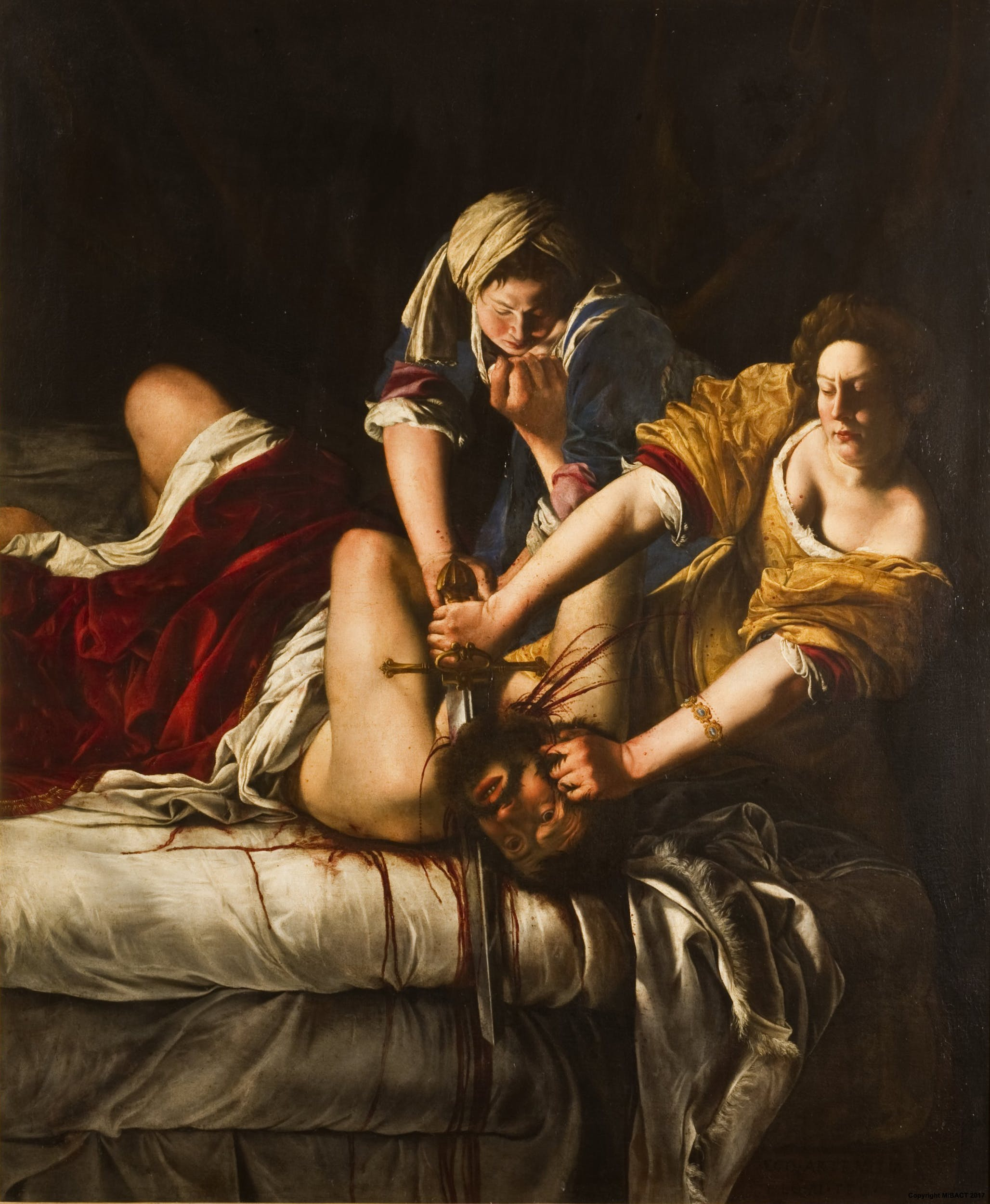
Judith enthauptet Holofernes, Gemälde von Artemisia Gentileschi um 1620

- David enthauptet den Philister Goliat, nachdem er ihn mit der Schleuder zu Fall gebracht hat. 1 Sam 17,48–51 EU
- Johannes der Täufer soll enthauptet worden sein, nachdem Salome seinen Kopf als Belohnung für einen Tanz gefordert habe.
- Paulus von Tarsus soll Apokryphen zufolge in Rom unter Nero mit dem Schwert enthauptet worden sein.
- Im Buch Judit enthauptet Judit Holofernes mit dessen eigenem Schwert.

## Todeseintritt nach Abtrennung des Kopfes
Es sind zahlreiche Geschichten über Enthauptete bekannt, deren Körper nach ihrer Exekution noch eine Zeit lang weitergelebt haben sollen. So soll der Pirat Klaus Störtebeker nach seiner Hinrichtung noch ohne Kopf an elf Matrosen seiner versammelten Mannschaft vorbeigelaufen sein, um sie damit (der Sage nach) vor der Hinrichtung zu retten.
Giovanni Aldini (1762–1834), der Neffe von Luigi Galvani, führte auch öffentlich galvanische Experimente an Enthaupteten durch.
Auch aus der Zeit der Französischen Revolution (1789–1799) sind Aussagen überliefert, z. B. über vermeintliche Sprechversuche abgetrennter Köpfe. Der deutsche Arzt Johannes Wendt und der Franzose Séguret stellten Versuche an, um die Reaktionen der Köpfe zu erforschen. Danach sollten sie beispielsweise noch reflexartig die Augen schließen, wenn eine Hand schnell auf das Gesicht zubewegt oder der Kopf hellem Licht ausgesetzt wurde.  1797 vermutete der französische Mediziner Pierre Sue (1739–1816), dass das Gehirn solange normal funktioniere, wie das Blut in den Kapillaren des Gehirns noch warm ist. Der Anatom Soemmering sah in der Enthauptung die schmerzhafteste Tötungmethode, da er vermutete, dass im abgetrennten Kopf Schmerz noch bewusst wahrgenommen werden könne. Auch Josef Schleer (ein Neffe von Franz Anton Mesmer), beschrieb Experimente an Enthaupteten und schilderte dabei, ähnlich wie zuvor Wendt, Blickreaktionen nach Rufen des Namens des Enthaupteten (hier von Johannes Lais, der im Juli 1808 in Breisach mit dem Schwert exekutiert wurde) zum Rufer hin. Auch Karl Friedrich Closs gab Soemmerring recht und ging von einem Vorhandensein des Bewusstseins bei kurz zuvor Enthaupteten aus, zählte deshalb diese Hinrichtungsart zu den harten Todesstrafen und wandte sich in einem Aufsatz von 1797 an die Landesfürsten: „Wie nur ein Dummkopf die Folter, um eine Geständnis von einem angeschuldigten Verbrechen zu erpressen, vorschlagen konnte, so konnten auch nur rohe Schurken die peinlichen und langsamen Todesstrafen erfinden“. Nach einem Bericht des französischen Arztes Gabriel Beaurieux von 1905 hatte der Kopf eines guillotinierten Verbrechers noch etwa 30 Sekunden auf Zurufe reagiert. Ähnliches wird über Hamida Djandoubi berichtet, die letzte in Frankreich enthauptete Person (1977).
Der Arzt Michael Benedikt Lessing schrieb 1836, dass bei Enthaupteten die Reizbarkeit (Empfänglichkeit für Schmerz und Empfindung mit Bewusstsein) noch eine Weile zurückbleibe. Der forensische Pathologe Ron Wright ging davon aus, dass nach der Abtrennung des Kopfes das Gehirn für etwa 13 Sekunden weiterleben könne, zumindest seien Augenbewegungen usw. innerhalb dieses Zeitraums möglich. Die genaue Spanne, die das unversorgte Gehirn überlebe, sei von chemischen Faktoren abhängig, wie z. B. von der verfügbaren Sauerstoffmenge zum Zeitpunkt der Enthauptung.
Es existieren moderne wissenschaftliche Messungen an Ratten, die unter EEG enthauptet wurden. Demnach fällt nach der Enthauptung die Aktivität exponentiell ab. Nach etwa 3 bis 4 Sekunden fallen die Werte unter 50 % eines aktiven Gehirns, was als sicherer Hinweis darauf angenommen wird, dass keine bewusste Wahrnehmung mehr existiert. Es schließt sich eine Phase an, die einem Tiefschlaf gleicht, sodass bis zu 15 Sekunden nach der Enthauptung unbewusste Reaktionen auf Reize möglich sind (entsprechend einer fortschreitenden Komatiefe). Slow-Wellen konnten bis zu 80 Sekunden gemessen werden. Alle Autoren schlussfolgern, dass in den ersten Sekunden nach einer Enthauptung eine bewusste Wahrnehmung des Schmerzes vorliegt.

## Enthauptung in der Kunst
- Beheading the Chinese Prisoner, US-Film von Siegmund Lubin (1900)
- Géréon et Jasmin, Denkmal auf der französischen Insel Réunion